# Killing Joke
A Killing Joke egy angol posztpunk együttes, amely 1978 végén/1979 elején alakult Londonban. A zenekarnak mai napig tagja két alapító: Jaz Coleman énekes, billentyűs és Geordie Walker gitáros.

## Tagok
- Jaz Coleman – ének, szintetizátor, billentyűk  (1979–1996, 2002–)
- Paul Ferguson – dob, vokál (1979–1987, 2008–)
- Geordie Walker – gitár (1979–1996, 2002–), basszusgitár (1987–1988, 1991–1992, 1996, 2002–2003, 2007–2008)
- Youth – basszusgitár, vokál (1979–1982, 1992–1996, 2002–2003, 2008–), billentyűk (2008–)

Korábbi tagok
- Paul Raven – basszusgitár (1982–1987, 1990–1991, 2003–2007; 2007-ben elhunyt)
- Martin Atkins – dob (1988–1991)
- Dave "Taif" Ball – basszusgitár (1988–1990)
- Geoff Dugmore – dob (1994–1996)
- Ben Calvert – dob (2005–2008)

## Diszkográfia
Stúdióalbumok
- Killing Joke (1980)
- What's THIS For...! (1981)
- Revelations (1982)
- Fire Dances (1983)
- Night Time (1985)
- Brighter than a Thousand Suns (1986)
- Outside the Gate (1988)
- The Courtauld Talks (1989)
- Extremities, Dirt & Various Repressed Emotions (1990)
- Pandemonium (1994)
- Democracy (1996)
- Killing Joke (2003)
- Hosannas from the Basements of Hell (2006)
- Absolute Dissent (2010)
- MMXII (2012)
- Pylon (2015)